# Поліцмейстер
Поліцмейстер, поліцеймейстер (нім. Polizeimeister) — у Російській імперії — начальник поліції в усіх губернських і інших крупних містах. Посада поліцеймейстера введена у 1782 році «Уставом благочиния». Поліцмейстер очолював управу благочиння, а з 2-ї половини XIX століття — міське поліцейське управління. Поліцмейстеру підкорювались усі поліцейські чини і установи міста, за допомогою яких він здійснював «рос. благочиние, добронравие и порядок», виконання розпоряджень вищих властей, судових вироків і ін. Посада поліцеймейстера скасована під час Лютневої революції.

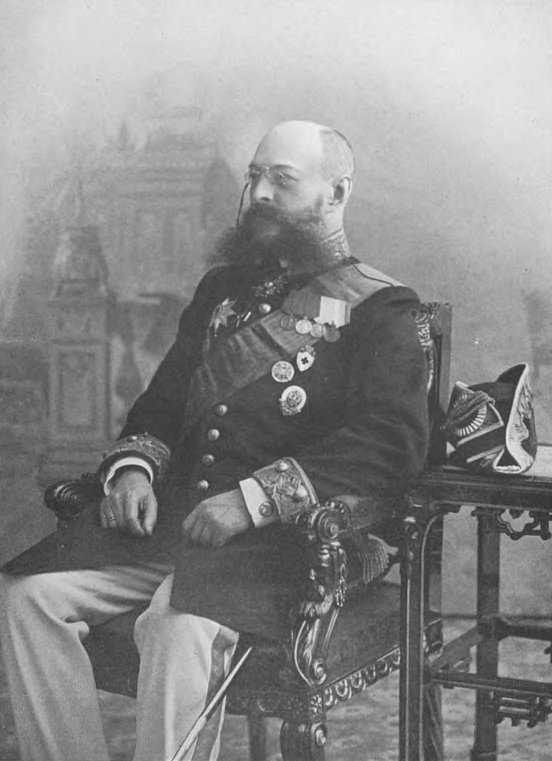
Поліцмейстер

## У мистецтві

### Кіно
- Фільм Міхала Вашинського «Антек — поліцмейстер[pl]».

### Музика
- Александр Розенбаум. «Полицмейстер Геловани» на YouTube.